# Velká Niva
Velká Niva je národní přírodní rezervace zhruba pět kilometrů západně od města Volary v okrese Prachatice. Chráněné území, jímž protéká potok Olšinka (levostranný přítok Teplé Vltavy), se rozkládá východně od obce Lenora, přibližně v prostoru sevřeném silnicí I/39 z Lenory do Volar a cestou z Lenory směrem na Milešice. Oblast spravuje Správa NP a CHKO Šumava.
Důvodem ochrany je rozlehlé nivní rašeliniště s přirozenými lesními porosty tvořenými zejména podmáčenými rašelinnými smrčinami a blatkovými bory s výskytem vzácných a ohrožených druhů živočichů a rostlin, včetně biotopu a populace borovice blatky; typy přírodních stanovišť a druhy, pro které byla jiným právním předpisem vyhlášena EVL Šumava a které se nacházejí na území NPR.

## Galerie

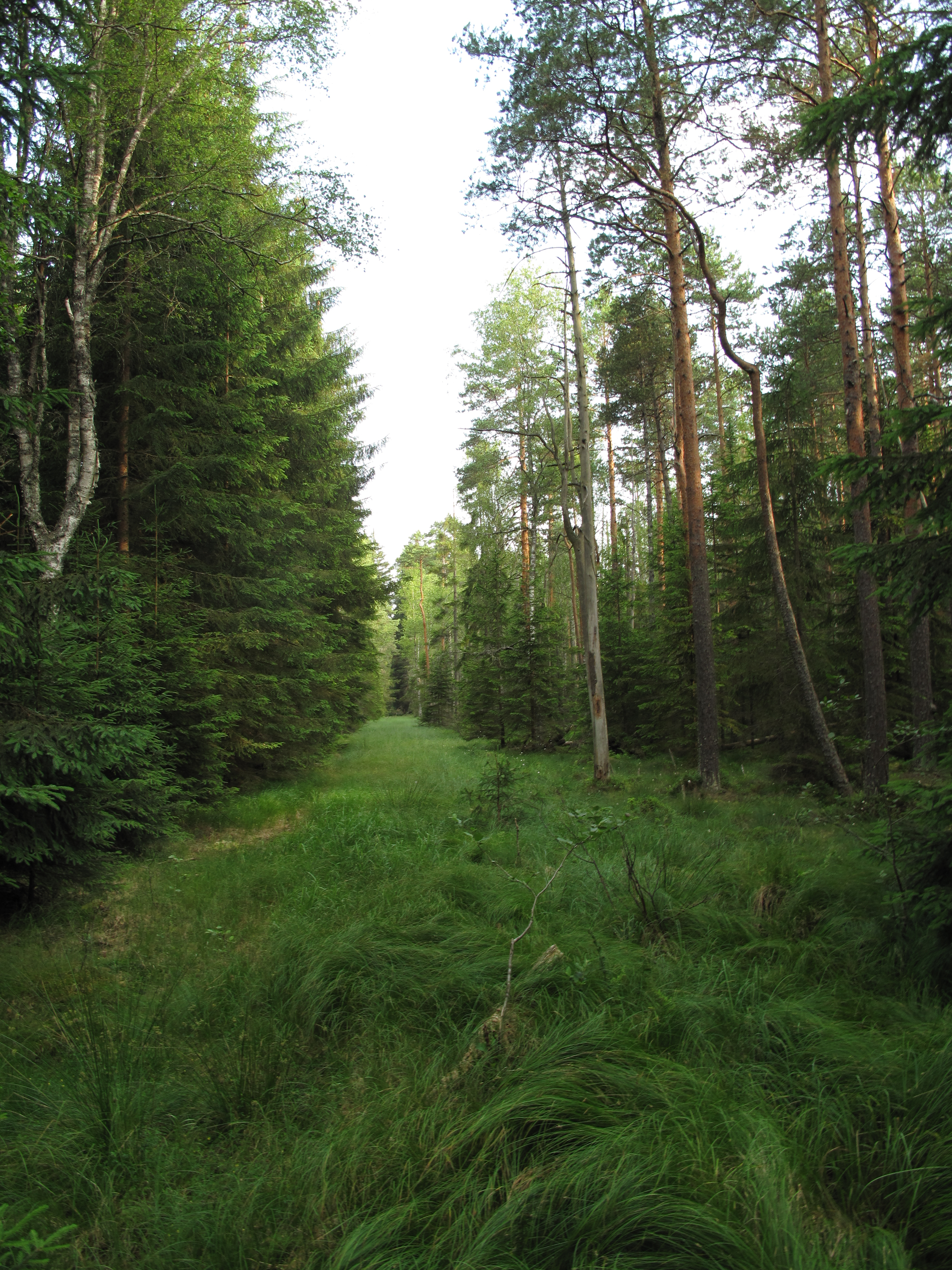
Cesta
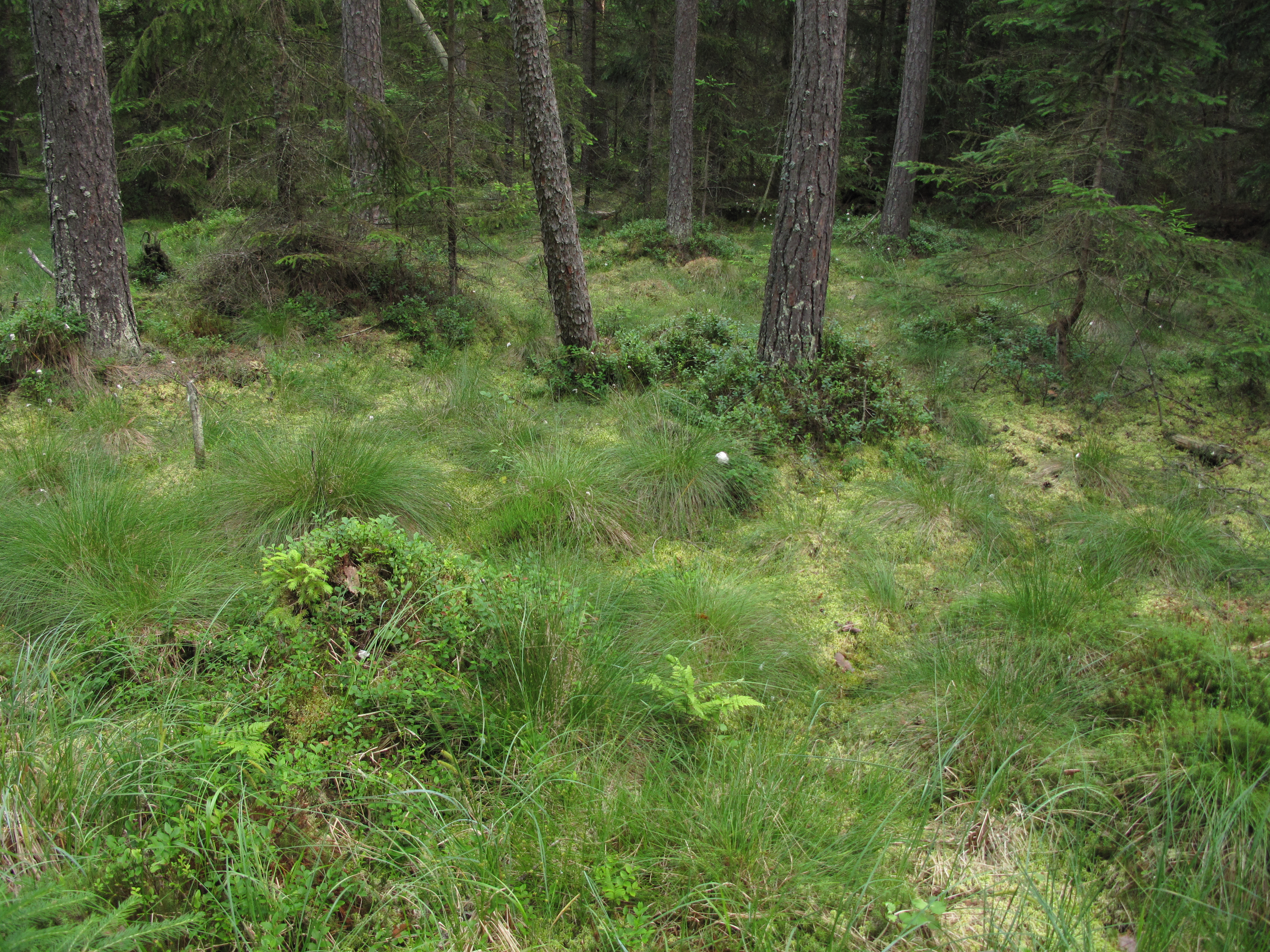
Porost suchopýrů
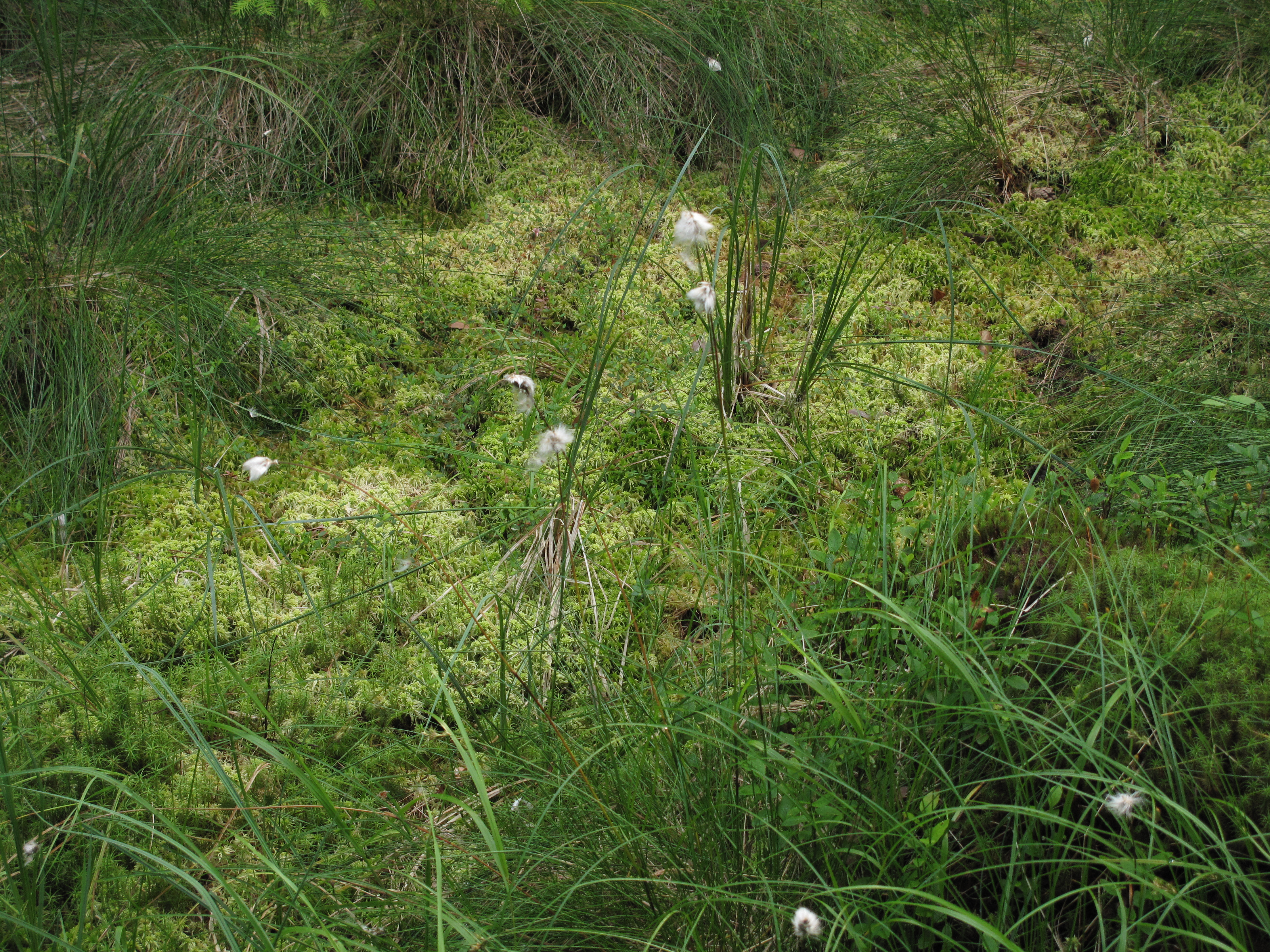
Suchopýr pochvatý
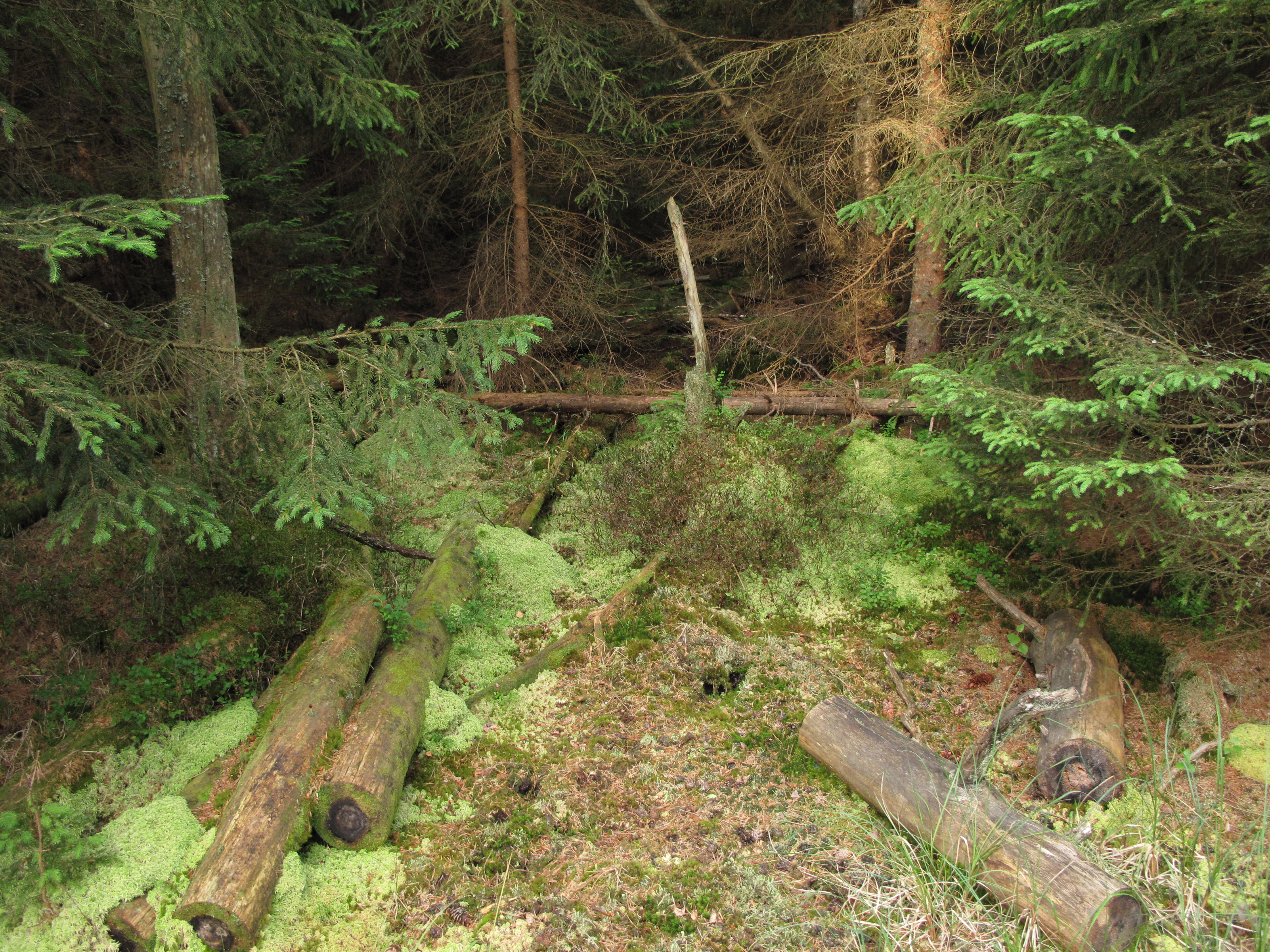
Dřevo ponechané k zetlení